# الوثائق السرية لثورة يوليو 1952
الوثائق السرية لثورة يوليو 1952: النصوص الكاملة لمحاضر الأمانة العامة للإتحاد الإشتراكى «الجزء الاول» و«الجزء الثاني» كتاب للمؤرخ الدكتور عبد العظيم رمضان (1928 - 2007) أستاذ التاريخ الحديث والمعاصر. صدر عام 1997 وعام 1998 وهو من الكتب المفيدة لطلاب وباحثي العلوم السياسية بوجه خاص والعمل العام بصفة عامة؛ حيث يندرج الكتاب ضمن نطاق تخصصات علوم السياسة والفروع القريبة منها ولاسيما قضايا العمل العام والشئون الحكومية والعمل الحزبي وإدارة الدولة. يتكون الكتاب من جزئين صدر عن الهيئة المصرية العامة للكتاب  في 431 صفحة للجزء الأول و619 صفحة للجزء الثاني.

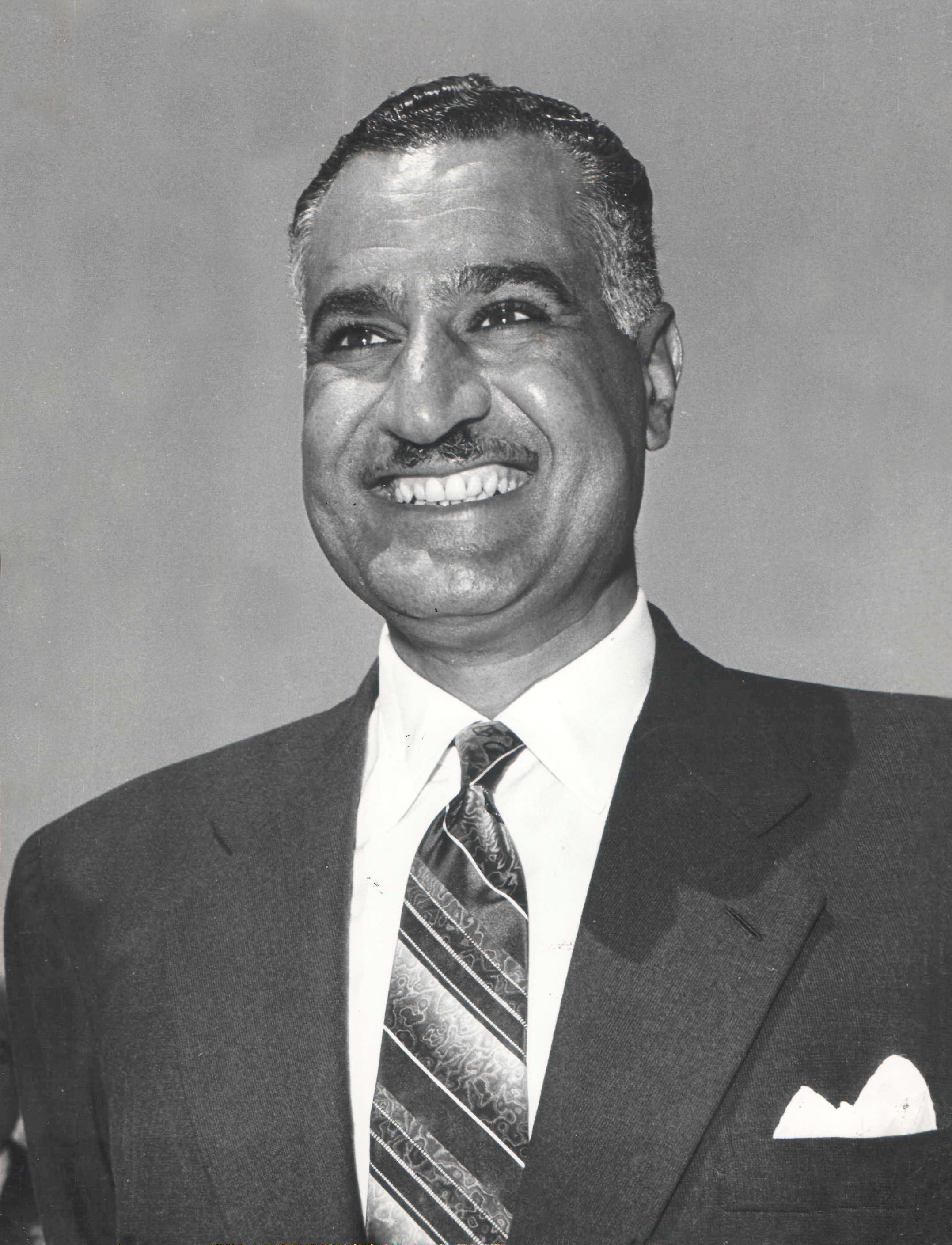
جمال عبد الناصر(1918 - 1970)

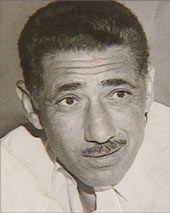
عبد الحكيم عامر (1919 - 1967)

## محتوى الكتاب
الجزء الأول
تمهيد
الخلفية التاريخية لنظام عبد الناصر
الفصل الأول: الجلسة الأولى للأّمانة العامة للاتحاد الاشتراكى 24 نوفمبر 1964
الفصل الثاني: أول ديسمبر 1964

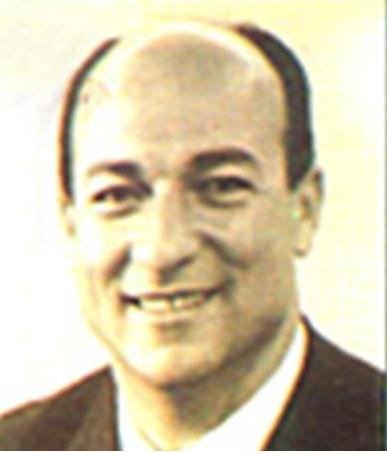
زكريا محيى الدين(1918 - 2012)

الفصل الثالث: الجلسة الثالثة 4 ديسمبر 1964    
الفصل الرابع: الجلسة الرابعة 15 ديسمبر 1964  
الفصل الخامس: بقية الجلسة الرابعة 15 ديسمبر 1965 - والجلسة الخامسة 22 ديسمبر 1964.
الجزء الثاني
الفصل السادس: الجلسة السادسة يوم 5 يناير 1965
الفصل السابع: الجلسة السابعة يوم 12 يناير 1965
الفصل الثامن: الجلسة الثامنة يوم 19 يناير 1965

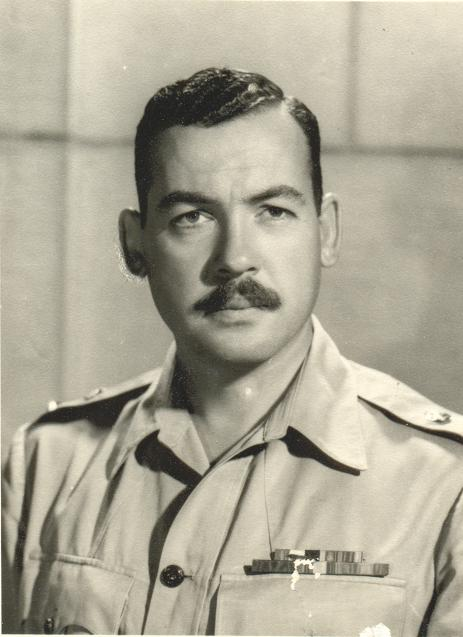
حسين الشافعي (1918 - 2005)

الفصل التاسع: الجلسة التاسعة يوم 26 يناير 1965
الفصل العاشر: الجلسة العاشرة يوم 23 فبراير 1965
الفصل الحادي عشر: الجلسة الحادية عشرة يوم 6 أبريل 1965
الفصل الثاني عشر: الجلسة الثانية عشرة يوم 11 مايو 1965 

## ملخص الكتاب
يعرض الكتاب محاضر اجتماعات الأمانة العامة للاتحاد الاشتراكي في الفترة من 24 نوفمبر 1964 حتى 11 مايو 1965 برئاسة جمال عبد الناصر. وضمن أعضائها عبد الحكيم عامر وخالد محيي الدين وزكريا محيي الدين وسيد مرعي وحسين الشافعي وسعد الدين إبراهيم وعلي صبري، وغيرهم، وقد توقفت تلك الاجتماعات بعد التاريخ المذكور لأسباب غير معلنة. . يعلق على المحاضر عبد العظيم رمضان.
تناول المحاضر الموضوعات التالية:
تنظيم الاتحاد الاشتراكي والهدف من إنشائه، وكان غير واضح لقادة النظام غلبة العناصر الانتهازية داخله وانتشار الشللية (أو قوة الرجعية داخل التنظيم) والخوف من أن ينقلب على السلطة، حسب كلام جمال عبد الناصر. كيفية تنشيطه وخطورة حله خوفًا من اتجاه أعضائه وجهة معادية للسلطة، وخطورة أن يمتلك سلطات على حساب سلطات الدولة، رغم أن قادة الدولة هم قادة التنظيم في نفس الوقت، لكن الخوف كان من أطراف التنظيم! قال عبد الناصر: تنقصنا العناصر الاشتراكية المخلصة داخل الاتحاد الاشتراكي، كما قال إن التنظيم يجمع كل من هب ودب، رغم أن نظامه هو الذي فرض العضوية على ملايين الناس! هذا تنظيم موجود على الورق.. كما كانت مسألة عدم دفع اشتراكات أعضاء التنظيم مؤرقة للمجتمعين؛ إذ بلغت فقط 26% مما يعكس حسب رؤية المجتمعين عدم انتماء معظم الأعضاء للنظام. كانت القيادات في التنظيم بالتعيين والقواعد بالانتخاب.
لمواجهة ترهل وفشل الاتحاد الاشتراكي طُرحت باستفاضة مسألة إنشاء حزب اشتراكي من عناصر موثوق بها ومثقفة: هل يكون سريًّا أم علنيًّا - هل يكون منفصلًا عن الاتحاد الاشتراكي أو يتكون في قلبه - علاقته بالأخير - كيفية اختيار أعضاء الحزب - ما هو دور هذا الحزب أصلا؟ وكانت معظم المناقشات تعبر عن حيرة (كما قال عبد الناصر) أعضاء الأمانة العامة المجتمعين وعدم وضوح الرؤية لهم. ويتضح من المناقشات أنهم كانوا يريدون حزبا يدين بالولاء للنظام دون أن يكون حزبًا حاكمًا، وبالتالي كانت العلاقة بين القواعد وقيادة الدولة غامضة في أذهانهم؛ فكيف يكون حزب الدولة ولا يحكم! (وقد تم إنشاء هذا الحزب تحت اسم التنظيم الطليعي)
أثير كلام كثير عن قوة الرجعية وتنظيمها سواء في الاتحاد الاشتراكي أو في المجتمع عمومًا، دونما تحديد للمقصود بالرجعية، لدرجة وصف من ينادون بالحريات العامة بالرجعية من قبل البعض. وقد وصف عبد الناصر الشعب المصري بأنه قابل لتصديق أي دعاية ضد الاشتراكية وأنه شعب محافظ.
أثير كلام كثير عن غياب العناصر الاشتراكية، وعن أن الدولة تبني الاشتراكية بدون اشتراكيين، وعدم معرفة القيادة بالاشتراكيين غير المعروفين، والتفكير والاقتراحات المتعددة للوصول إليهم، وتقديم مقترحات لتحويل البعض إلى اشتراكيين (مثل إنشاء معهد الدراسات الاشتراكية). وقد عكست المناقشات شعور أعضاء الأمانة العامة بضعف قواعد النظام في الاتحاد الاشتراكي وفي الشارع المصري. كما كانت تؤرقهم صعوبة الاتصال بين قيادة التنظيم والدولة والقواعد والجماهير. ترافق مع ذلك اعتبار الشيوعيين عملاء للدول الشيوعية وليسوا اشتراكيين يمكن الاعتماد عليهم، باستثناء قلة ممن نبذوا انتمائهم للحزب الشيوعي وأصبحوا مخلصين للنظام.
كان الجميع محتارًا في وضع نظام للعلاقة في المصانع بين النقابة والاتحاد الاشتراكي وإدارة المصنع. المشكلة أن النظام قد فرض سيطرة الدولة على الصناعة والنقابة، وأنشأ الاتحاد الاشتراكي كبوق دعاية للنظام وأداة ترويض للمجتمع.. ونفس الحيرة بالنسبة لاتحادات الطلاب والاتحاد الاشتراكي في الجامعات. ولم يكن أحد منهم يريد أن يسيطر التنظيم السياسي على الدولة وبالتالي على الإدارات، ولا أن يكون مجرد أحد أجهزة الإدارة
تم تناول ظاهرة تنامي معارضة النظام مما يتضح في نتائج انتخابات الاتحاد الاشتراكي وبعض النقابات والبرلمان، والإعراب عن الخوف من القادم. فقد أبدى المجتمعون قلقًا واضحًا من نجاح شخص غير موال للنظام في برلمان 1964 في مدينة دمنهور، وكانت دعايته قد سارت على أساس أنه مضطهد من السلطة. وأظهر المجتمعون تخوفًا من أن تصبح هذه ظاهرة في مختلف الانتخابات التالية، وتم التصريح بأن برلمان تلك الفترة قد شهد بعض «البحبحة» التي تم التغلب عليها بالاتصال بالأعضاء وتوجيههم! كما اقترح البعض استبعاد المرشحين إذا تم رصد أي «انحراف» منذ البداية (سيد مرعي)، وعمل كونترول على الانتخابات القادمة (بتعبير عبد الناصر). وقيل أيضا إن نتائج انتخابات النقابات والاتحاد الاشتراكي «تأتي على غير ما نتمنى» (سيد مرعي). كما تم رصد ظاهرة أن المرشحين في انتخابات البرلمان بنوا دعايتهم على نقد الحكومة، وبالتحديد السلطات المحلية وليس النظام، مع الإشارة إلى أن السلطات المحلية - مثل المحافظ - تهاجَم باعتبارها واجهة للنظام. ومما شغل الأعضاء كيفية طرد أعضاء مجلس الأمة دون مخالفة الدستور والقانون، وهذا كان مستحيلًا إلا بمنع العناصر غير الموالية من الترشح أصلًا، حيث كان القانون ينص على أن عضوية البرلمان تشترط عضوية الاتحاد الاشتراكي، لكن نص الدستور على أن البرلمان هو المخول بفصل أعضائه. وقد تمسك عبد الناصر بنص الدستور والقانون حفاظًا على «الصورة» على حد تعبيره، أي هيبة البرلمان. كما احتار المجتمعون في كيفية التعامل مع الانتخابات اللاحقة؛ هل تكون حرة أم مقيدة بتدخل السلطة، وكيف يمكن ضمان نجاح الموالين..إلخ.
أن تعديلًا لدستور 1964 قد صدر في 12 ديسمبر 1968 يقضي بفصل عضو البرلمان تلقائيًّا إذا تم إلغاء عضويته في الاتحاد الاشتراكي، وبذلك تمت الإطاحة بهيبة البرلمان.
مشكلة العلاقة بين السلطة والجامعات، التي أرجعها عبد الناصر إلى غدر أساتذة الجامعة للنظام منذ أزمة مارس 1954 والذي لم يفسره سوى بوجود شعور لدى الجامعة بمركب نقص تجاه «الثورة». كما أصر على رفض اقتراح بتحقيق استقلال الجامعات بحجة أنه لا توجد أي جامعة مستقلة في العالم
تم أيضًا تناول الأزمة الاقتصادية. فأثير كلام كثير عن الظروف الاقتصادية الصعبة وتوقف السلطة عن إرضاء الناس ماديًّا. وأشار بعضهم إلى أزمات نقص السلع مثل: قطع غيار السيارات – إطارات السيارات – السجائر محلية الصنع – الأقمشة الشعبية – الأحذية البلاستونيل –أجهزة الراديو – البطاريات الجافة. كما تناول المجتمعون ظاهرة إغلاق المصانع الخاصة لأسباب خارجة عن إرادة أصحابها مثل صعوبة الحصول على المواد الخام، ولم يطرح أحد حلًا سوى فرض الحراسة وتعديل قانون العقوبات (علي صبري). كما نوقشت ظاهرة السوق السوداء وارتفاع الأسعار، وشكاوى الناس وكثرة مطالبهم الاقتصادية، دون تقديم حلول سوى مناقشة الناس وشرح الموقف لهم بواسطة الاتحاد الاشتراكي الذي يحتاج للتنشيط
مسألة قطع المعونة الأمريكية وكيفية مواجهة هذا الإجراء وتناوله إعلاميًّا، خصوصا أن كل رغيفين في البلد كان يأتي منهما رغيف كمساعدة من الولايات المتحدة التي منحت مصر مليار دولار منذ 1959 (حسب كلام عبد الناصر).
تم طرح ضرورة مطالبة العمال بالتوقف عن تقديم المطالب تحت شعار «لا مطالب اقتصادية للعمال» بسبب الأزمة الاقتصادية. كما قدمت اقتراحات مثل زيادة ساعات العمل والعمل أثناء الراحة الأسبوعية يومًا في الشهر لزيادة الإنتاج.
أشار الكاتب أيضا إلى انتشار الفساد في أجهزة الدولة والاتحاد الاشتراكي. ومن الغريب أن المجتمعين كانوا يعتقدون أن نظامهم ديمقراطي لمجرد وجود هامش (محدود وتحت السيطرة) من حرية الترشح والانتخاب في قواعد الاتحاد الاشتراكي والنقابات في إطار قوانين القمع وانتشار أجهزة الأمن واعتقال المعارضين.

## مقتطفات من الكتاب (الجزء الأول)
تمهيد
الخلفية التاريخية لنظام عبد الناصر
المحاضر التي ننشرها كاملة في هذه الدراسة مكتوب عليها "سرى للغاية" وهى من أهم واخطر الوثائق التي تصدر عن ثورة 23 يوليو 1952 لسبب بسيط هو أنها تعرى تماماً نظام الحكم الذي أرسته الثورة لا بيد أعدائها وإنما بيد أصحابها إذ تتكون من محاضر اجتماعات الأمانة العامة للاتحاد الاشتراكى التي رأسها جمال عبد الناصر بنفسه، وهي الجهاز المسئول عن ممارسة العمل السياسى على مختلف المستويات والقطاعات الشعبية. وتتضمن تحليلات سياسية كان من المتعذر على أصحابها التعبير عنها علانية وحين نقول إن هذه الوثائق تعرى تماماً نظام حكم ثورة 23 يوليو 1952 فلا نعني بذلك الجوانب السلبية فقط وإنما الجوانب الإيجابية أيضاً. فهى ي أشبه بفحص عام للأوضاع السياسية والاجتماعية والاقتصادية في مصر في أخطر فترة زمنية، وهي الفترة السابقة على حرب يونية 1967 بعامين تقريباً. ومن سوء الحظ أن هذه الاجتماعات لم تستمر طويلا إذ بدأت في 24 نوفمبر 1964 وانتهت في 11 مايو 1965؛ فقد انقطع عبد الناصر عن عقدها بعد اثنتي عشرة جلسة، لأسباب غير معروفة، ربما لما أبداه من رأى في آخر جلسة من أن "عملية بناء الاتحاد الاشتراكى لم تسر خطوات تدعو إلى الاقتناع؛ وقد قام بتشكيل أمانة جديدة في أكتوبر 1965 برئاسة علي صبري ونظراً لأن الوثيقة لا تصدر من فراغ، وإنما هي جزء لا يتجزأ من الحركة التاريخية، فربما كان من الضرورى أن نقدم في هذا المقال ما تعودنا على أن نطلق عليه اسم "الخلفية التاريخية" ونقصد بها مجرى الأحداث الرئيسية الذي أدى إلى موضوع هذه الوثيقة وهذا المجرى بالنسبة لموضوعنا يبدأ بإنشاء هيئة التحرير في أواخر عام 1952 كتنظيم سياسى للثورة يحل محل الأحزاب التي كانت الإجراءات تتخذ في ذلك الحين لإصدار قرار بإلغائها
هيئة التحرير
وقد افتتحت هيئة التحرير أول فرع لها في المنصورة في أول يناير 1953 وتلاه افتتاح المراكز الإقليمية في مديريات القطر. وفى 15 يناير 1953 أذاعت هيئة التحرير أول بيان لها عن ميثاقها وأهدافها القومية ومنهاجها في السياسة الداخلية والخارجية. وفى يوم 23 يناير 1953 أعلنت الثورة ميلاد هيئة التحرير رسمياً في احتفال صاخب أَقِيم بمناسبة مرور ستة أشهر على حركة الجيش وبمقتضى التنظيم الداخلي لهيئة التحرير أنتخب جمال عبد الناصر سكرتيراً عاما وحسين الشافعى مراقباً للمناطق، وحسن إبراهيم مراقباً عاماً، وإبراهيم الطحاوى سكرتيراً مساعداً  وأحمد طعيمة مديراً للنقابات وأحمد صبيح لإدارة التنظيم؛ ووحيد رمضان لمنظمات الشباب.
الاستيلاء على السلطة
كان إنشاء هيئة التحرير كما ذكرنا تمهيداً لحل الأحزاب القديمة. وهو ما أعلن في يوم 17 يناير 1953، أي في اليوم التالي لإعلان ميثاق الهيئة، وصدر به قانون في اليوم التالى 18 يناير. فكأن المقصد إذن هو سد الفراغ الذي يمكن أن ينشأ عن غياب العمل السياسي. وفى نفس اليوم أصدرت الثورة مرسوماً بقانون لحماية نفسها من رقابة القضاء، ويتضمن اعتبار التدابير التي اتخذها رئيس حركة الجيش (كما كانت تسمي نفسها في ذلك الحين) لحماية الحركة ونظامها من أعمال السيادة العليا إذا اتخذت في خلال سنة من تاريخ 23 يوليو 1952. وفى يوم 23 يناير 1953 - وكما ذكرنا - أعلنت حركة الجيش ميلاد هيئة التحرير رسمياً ولكن هذا تطلب منها القيام بحركة اعتقالات تمهيدية في يوم 20 يناير 1953 اشتملت على 102؛ منهم 48 شيوعياً و15 من الأحزاب المنحلة، وعلى رأسهم فؤاد سراج الدين وإبراهيم طلعت، و39 آخرين صرح وزير الإرشاد بانه ثبت اتصالهم بعناصر أجنبية يهمها إثارة الخواطر!. ولم يكن هذا التصريح سوى حلقة في سلسلة الأكاذيب والتلفيقات السياسية التي شنتها حركة الجيش على خصومها السياسيين، واستمرت على مدى تاريخها.
أزمة مارس 1954
وسرعان ما أثبتت هيئة التحرير مهارتها في قمع القوى الشعبية في أزمة مارس 1954، حين أفلح نضال القوى الليبرالية، التي كانت تتكون في ذلك الحين من القوى البرجوازية القديمة، متحالفة مع المثقفين الليبراليين، ومن قوى اليسار ممثلة في الشيوعيين والاشتراكيين، في إجبار الثورة على إصدار قرارات في 25 مارس 1954، تقضي بالسماح بقيام الأحزاب، وحل مجلس قيادة الثورة يوم 24 يوليو 1954 وانتخاب جمعية تأسيسية. فقد استطاع أحمد طعيمة وإبراهيم الطحاوى، والأول مدير النقابات بهيئة التحرير، والثانى سكرتيرها العام المساعد، تدبير حركة إضرابات عمالية واعتصابات، بدأت بعمال النقل العام، وامتدت إلى بقية النقابات؛ وانتهت بسحب مجلس قيادة الثورة قرارات 25 مارس 1954 بعد أربعة أيام فقط أي في يوم 29 مارس 1954. وتلا ذلك شن حملة قمع شديدة ضد القوى الديمقراطية ومتابعتها بالتصفية والاعتقالات والمحاكمات. وفى يوم 15 إبريل 1954 قرر مجلس قيادة الثورة حل مجلس نقابة الصحفيين؛ كما قرر توقيع عقوبة الحرمان من تولى الوظائف العامة ومن كافة الحقوق السياسية وتولى إدارة النقابات والهيئات لمدة عشر سنوات؛ على كل من سبق له تولى الوزارة قبل قيام الثورة بعشر سنوات، وكان منتميا إلى حزب الوفد أو الأحرار الدستوريين أو السعديين. وسرعان ماجاء دور الإخوان المسلمين، الذين استطاع عبد الناصر تحييدهم مرة أخرى في اثناء أزمة مارس 1954. فتجدد الصدام معهم مرة أخرى، وبلغ هذا الصدام ذروته في حادث محاولة اغتيال عبد الناصر على يد محمود عبد اللطيف يوم 26 أكتوبر 1954 في الإسكندرية، واعقبت الحادث تصفية الإخوان تصفية جسدية عن طريق أحكام الإعدام والسجن، فبلغ عدد الذين حكمت عليهم المحكمة التي ألفتها الثورة لهذا الغرض تحت اسم «محكمة الشعب» 867 شخصاً، وتم إعدام ستة على رأسهم عبد القادر عودة ومحمد فرغلي. وفى يوم 14 نوفمبر 1954 اعتقل عبد الناصر رئيس الجمهورية اللواء محمد نجيب، وكان قد تولى رئاسة الوزارة في 17 أبريل 1954. وبذلك أصبحت السلطة الشرعية والفعلية في يده بصفة مطلقة، وفرض على البلاد دكتاتورية عسكرية ثقيلة.
الدستور الجديد
على أن الحاجة كانت قد أصبحت ماسة لتغطية هذا الحكم العسكرى برداء مدني وفى الوقت نفسه التخلص من مجلس قيادة الثورة الذي كان يشارك عبد الناصر في الحكم. وقد سنحت الفرصة لذلك باقتراب نهاية فترة الانتقال التي كانت قد بدأت في 16 يناير 1953. ففي يوم 16 يناير1956 أعلن عبد الناصر قواعد الدستور الجديد في مؤتمر شعبي كبير عقد بميدان الجمهورية، وقد جعل الجمهورية المصرية لا هي جمهورية رئاسية ولا هي برلمانية ليبرالية ولكنها خليط من الاثنين، ووضع في يد رئيس الجمهورية، بوصفه رئيس السلطة التنفيذية، سلطات واسعة بغرض ضمان السيطرة، وقضى بتعيين قائد الثورة، أي جمال عبد الناصر، رئيساً للجمهورية في الفترة الأولى لضمان استمرار النظام والثورة. ثم جرى الاستفتاء على الدستور المقترح وعلى رئاسة عبد الناصر في 25 يونيو 1956 وكان هو المرشح الوحيد ولم يسمح لغيره بالترشيح، فانتخب بأغلبية 99.9  في المائة (وهي النسبة التي ظلت بعد ذلك تقليداً يتبع في جميع استفتاءات الرئاسة في ثورة يوليو 1952) وأصبح رئيس الجمهورية الشرعي المنتخب ومنذ ذلك الحين انتهت سلطة مجلس قيادة الثورة من الناحية الشرعية، ولكنه بقى في الحكم من الناحية الفعلية. فقد عين عبد الناصر خمسة من أعضائه هم: عبد اللطيف البغدادي وزكريا محيى الدين وحسين الشافعي وعبد الحكيم عامر وكمال الدين حسين كأعضاء في الوزارة الجديدة التي ألفها يوم 26 يونيو 1956. وأعطوا الأسبقية على الوزراء المدنيين، السابقين لهم في التعيين فكان ذلك إشارة إلى استمرار الحكم العسكرى.
العدوان الثلاثي
في ذلك الحين كانت مشاعر الجماهير نحو عبد الناصر قد انتقلت من المقاومة إلى التأييد، بعد أن برز وجهه الوطنى بكسر احتكار السلاح في عام 1955؛ وتأميم قناة السويس فضلاً عن محاربته للأحلاف العسكرية. ولهذا السبب عندما وقع العدوان الثلاثي على مصر في 29 أكتوبر 1956؛ وقف الشعب المصري موقف المساندة والتأييد لعبد الناصر في الوقت الذي تخاذل فيه بعض أقرب الناس إليه من العسكريين! وقد كان لهذا التأييد الشعبي الدور الأول في هزيمة العدوان، بعد سوء أداء الجيش المصرى تحت قيادة عبد الحكيم عامر إذ أقنع هذا التأييد شعوب العالم بمساندة مصر في مقاومتها للعدوان، وإجبار قوات المعتدين على الانسحاب.
الإتحاد القومي
وكان متوقعاً أن يؤدى هذا التأييد الشعبى إلى إقناع عبد الناصر بتأسيس حكم ديمقراطي سليم تحقيقاً لوعود الثورة في منشوراتها الأولى، ولكنه تجاهل هذه الفرصة تمسكاً بالحكم المطلق؛ وأقام تنظيم «الاتحاد القومى» ليحل محل تنظيم «هيئة التحرير». ومن الأمور ذات المغزى أن هذا التنظيم تم استيراده من دولة فاشية هي البرتغال، حيث كان يحكم الطاغية سالازار لمدة تقرب من 34 عاماً.
دولة المخابرات
في ذلك الحين كان عبد الناصر يزداد اعتماداً على أجهزة الأمن، على الرغم مما ثبت من قدرة الجماهير على حمايته في أثناء العدوان الثلاثى! وكان الاعتماد في البداية على مساعدة المخابرات المركزية الأمريكية؛ التي دفعت ثلاثة ملايين دولار ثمن إنشاء المعهد الاستراتيجي في عام 1955 بجوار برج القاهرة. وكانت تدرس في هذا المعهد محاضرات المخابرات المركزية الأمريكية لضباط المخابرات العامة المصريين، الذين تحولوا إلى مدنيين في سبتمبر 1955؛ وقد عمد عبد الناصر إلى إنشاء عدة أجهزة أمن ومخابرات بقيادات مختلفة، بحيث تصب معلوماتها في النهاية عنده، بل أنشأ في مكتبه فيما بعد جهازاً خاصاً للمخابرات والعمليات والاتصالات الخاصة لا يتبع أي جهاز أخر من أجهزة الأمن وفى الوقت نفسه عمد إلى السيطرة التامة على وسائل الإعلام عن طريق تمليكها للإتحاد القومي في سبتمبر 1960؛ وعين على رأس مجالس إدارات الصحف من يثق في إخلاصهم للثورة فعين صلاح سالم في رئاسة دار التحرير، وعين محمد حسنين هيكل رئيساً لمؤسسة الأهرام ودارالهلال بعد ضمهما لبعضهما وتولى رئاسة مؤسسة أخبار اليوم الضابط أمين شاكر؛ وتولى منصب العضو المنتدب للمؤسسات الصحفية ضباط أيضا مثل يوسف السباعي في روز اليوسف، وسيد إبراهيم في دار التحرير وعبد الرءوف نافع في دار الهلال. فأخمد بذلك آخر مظهر ليبرالي في البلاد.
الثورة والطبقة الرأسمالية
أحجمت الرأسمالية المصرية عن المشاركة في تصنيع البلاد في ظل الدكتاتورية العسكرية.
الإتحاد الإشتراكي
حانت فرصة بناء الاتحاد الاشتراكى بعد الانفصال في سوريا.
.....
على أنه قبل أن تجتمع اللجنة التحضيرية كان عبد الناصر قد أصدر أوامره باعتقال بعض السياسيين القدامى الذين كانت محكمة الثورة قد حكمت عليهم ثم أفرج عنهم إفراجاً صحيا كفؤاد سراج الدين وإبراهيم فرج، وبلغ عدد الذين تقرر اعتقالهم أو إعادة سجنهم ثلاثين شخصاً. ومن الطريف أنه في الوقت الذي كان عبد الناصر يعتقل من كان يسميهم بالرجعيين، لحماية الثورة الاشتراكية، كان يضع بالفعل في المعتقلات الاشتراكيين!. الأمر الذي يوضح أن فكرة تركيز السلطة والسيطرة على وسائل الإنتاج، وليست الفكرة الاشتراكية كانت المحرك الأول.
......
كان تكوين الاتحاد الاشتراكي من مركز السلطة ما دعا الجماهير إلى الانضمام إليه بالملايين! فعندما فتح باب الدخول في التنظيم في أول يناير 1963 بلغ عدد من قيدوا أنفسهم نحو خمسة ملايين من الأفراد! وقد استبعد عبد الناصر منهم أفراد القوى السياسية القديمة والشيوعيين والإخوان المسلمين وبذلك لم يتغير الاتحاد الاشتراكى كثيراً عن الاتحاد القومى.
المشير عامر والصراع على السلطة
في ذلك الحين كان المشير عبد الحكيم عامر يتقدم ليصبح الرجل الأول مكرر في مصر، كما أطلق عليه فيما بعد، وكانت إدارة المشير عامر لحرب 1956 قد عرضته وقواده العسكريين لنقد عبد الناصر، الذي عاب عليهم روح الاستسلام التي انتابتهم، والشلل الذي أصابهم بعد دخول الإنجليز والفرنسيين المعركة.
لعبة «مجلس الرئاسة»
قرر عبد الناصر مواجهة تسلط الجيش «بمجلس رئاسة» يوحي مظهره «بالقيادة الجماعية» في حين تبقى نصوصه لعبد الناصر سلطاته الفردية. فأصدر في سبتمبر 1962 بيانا دستوريا بإنشاء هذا المجلس كأعلى سلطة في البلاد، وجعل موافقة هذا المجلس واجبة لتعيين رئيس مجلس الوزراء (أو المجلس التنفيذي كما سمي) والوزراء. ولكنه وضع في يده (عبد الناصر) سلطة الترشيح، وسلطة إصدار قرار التعيين وألا يضاف عضو ولا يعفى من مجلس الرياسة إلا بعد موافقة رئيس الجمهورية. وقد كون عبد الناصر هذا المجلس منه ومن عبد اللطيف البغدادي وعبد الحكيم عامر وزكريا محيي الدين وحسين الشافعي وكمال الدين حسين وحسن إبراهيم وعلي صبري وكمال الدين رفعت، بالإضافة إلى مدنيين اثنين هما: الدكتور نورالدين طراف والمهندس أحمد عبده الشرباصي. وقد أراد عبد الناصر أن يتذرع بوجود عبد الحكيم عامر داخل مجلس الرياسة لخلعه من القيادة العامة للجيش وتعيين قائد عام جديد مكانه. على أساس أن احتفاظه بمنصب القائد العام للجيش سوف يضعه تحت رئاسة علي صبري؛ الذي عينه عبد الناصر رئيس للمجلس التنفيذى؛ مع أنه أعلى منه مقاماً، حيث كان علي صبري من ضباط الصف الثاني. على أن المشير عامر أصر على بقائه قائداً عاماً للجيش، بحجة أنه يعتبر رمزاً للثورة وممثلاً لها وأن إبعاده عنه يعرض أمن الجيش للخطر لأنه يفتح الباب أمام الطامعين والانتهازيين. وعندما رأى من عبد الناصر إصراراً على خطته، قدم استقالته في يوم 20 سبتمبر 1962 وسافر إلى مرسى مطروح. في الوقت الذي تضامنت معه القوات البرية والبحرية والجوية وبعض كبار القادة عن طريق تقديم استقالاتهم. وفى ظل هذا الضغط لم ير عبد الناصر مفراً من رفض استقالة عبد الحكيم عامر؛ خصوصاً بعد أن أجتمع قادة الأسلحة المقربون من المشير، في القيادة مصرين على عودته. وعاد المشير من مرسى مطروح منتصراً، وتدعمت سلطاته وعلى هذا النحو فقد مجلس الرئاسة مبرر بقائه. ففي الوقت الذي عجز عن إزاحة المشير عامر من قيادة الجيش فإنه أصبح قيداً على يد عبد الناصر لا يوجد ما يحمله على بقائه! وهكذا في الفترة التالية أخذ مجلس الرئاسة يتحول إلى شكل بدون جوهر وفي اجتماع عقد بمنزل عبد الناصر في مارس 1963؛ وصف عبد اللطيف البغدادي أوضاع السلطة داخل مجلس الرياسة، فأوضح أن القيادة الجماعية الممثلة في مجلس الرياسة أصبحت لا تجتمع، ولا يعرض عليها أي شئ من الأمور الأساسية، ولا تصلها كذلك أية معلومات عن التطورات التي تحدث بالبلاد أو ما يجرى فيها ولا تعلم شيئاً عن الشئون الخارجية، ولا عن المشاكل الداخلية، ولا عن العمليات التي تجري في اليمن، وقد أصبحت بذلك معزولة تماماً ولا تمارس سلطاتها. وبدأ كمال الدين حسين يمتنع عن الذهاب إلى مكتبه منذ أغسطس 1963 إلى مارس 1964، ثم قدم إستقالته، وفي مارس 1964 قدم عبد اللطيف البغدادي استقالته أيضا. في ذلك الحين أي في الوقت الذي كان عبد الناصر ينفرد بالسلطة، كان يكتشف أنه يقود التجربة الاشتراكية بقيادات غير اشتراكية! وكان عبد الناصر قد انتوى المضي في هذه التجربة إلى حد «تمليك» الشعب لوسائل الإنتاج بدلا من الصيغة الواردة في الميثاق عن «سيطرة» الشعب على وسائل الإنتاج.
الدستور المؤقت
ولم يلبث عبد الناصر أن انتهز فرصة قرب انعقاد مجلس الأمة الجديد الذي استبعد منه أيضا الشيوعيين، في يوم 26 مارس 1964، لكى يصدر دستوراً مؤقتاً جديداً في 24 مارس 1964، ألغى به ما أنشأه البيان الدستورى قبل عام ونصف.
```
تفاقم سلطات المشير عامر
```

في ذلك الحين كانت سلطة الجيش برئاسة عبد الحكيم عامر تتفاقم تحت تأثير التدخل المصري في اليمن. فقد حصل المشير عامر على منصب رئيس مجلس الدفاع الأعلى، بعد تعديل قانونه بما يسمح له بتولى قيادة القوات المسلحة وبصورة مباشرة. فكان الوحيد من بين أعضاء مجلس الرئاسة الذي يتولى سلطات تنفيذية مباشرة في إدارة أمور الجيش، دون أن يكون مسئولاً عن تصرفاته فيه أمام مجلس الأمة كما نص الدستور. كما أصبح رئيس اللجنة الدائمة لمجلس الدفاع. ومع تطور العمليات في اليمن طلب المشير من عبد الناصر سلطات رئيس الجمهورية في ترقية الافراد العسكريين وتعينهم ونقلهم وإحالتهم إلى المعاش، فحدثت أزمة أخرى في نوفمبر 1962، وجه فيها المشير عبد الحكيم عامر خطاباً إلى عبد الناصر، طالب فيه بحرية الصحافة ووجوب العمل من أجل تحقيق الديمقراطية! ليبدو خروجه أمام الرأي العام في شكل احتجاج على الحكم الدكتاتوري.
الجيش مصدر السلطات
وقد تميزت الفترة التالية حتى حرب يونيو 1967 بمحاولات من عبد الناصر لتحويل الاتحاد الاشتراكى إلى تنظيم شعبي حقيقي يستطيع به موازنة قوة نفوذ الجيش المتنامية ففي ذلك الحين كان الجيش قد أصبح المصدر الرئيسي لتعيين الوزراء والمحافظين ورؤساء مجالس الإدارات ووكلاء الوزارات والسفارات. وكانت مناصب السلطة العليا تشغل بضباط المخابرات العامة أو الحربية مثل علي صبري وكمال الدين رفعت وأمين هويدي وعبد القادر حاتم وشعراوي جمعة وعبد المحسن أبوالنور. ونمت أجهزة الأمن والمعلومات واتسعت شبكاتها حتى كادت تستوعب المجتمع كله. وازداد العنصر العسكري بين السفراء حتى أصبح جميع سفراء أوروبا خلال عام 1962 من الضباط عدا 3 من المدنيين! وبلغ عدد الضباط في مناصب وزارة الخارجية الكبرى 72 من مائة. وبلغت الأمور ذروتها بعد انقلاب المشير عامر الأبيض السالف الذكر بصدور القانون رقم 25 لسنة 1966، الذي نص على جعل كافة الجرائم التي ترتكب من العسكريين بسبب تأدية وظيفتهم أو حتى في الجرائم الخارجة عن نطاق أعمال وظائفهم، إذا انفردوا بالاتهام فيها دون أشخاص مدنيين من اختصاص القضاء العسكري.
إنشاء التنظيم الطليعي
وبالنسبة لمحاولات عبد الناصر تقوية الاتحاد الاشتراكي وجعله قوة سياسية حقيقية فقد اتخذت شكل إنشاء التنظيم الطليعي للاتحاد الاشتراكي، وذلك لتجنيد العناصر الصالحة للقيادة وتنظيم جهودهاً.
.......
والطريف أن هذه السرية التي أحاطت بالتنظيم كانت قاصرة على الجماهير الشعبية، لأن عبد الناصر ضم إليه عناصر كثيرة من جهاز الدولة! ولم يفهم أحد لماذا يخفي عبد الناصر عن الجماهير تنظيماً سياسيآً يستهدف تحريك الاتحاد الاشتراكي وقيادته؟ صحيح أن الميثاق اشار إلى تكوين هذا التنظيم بقوله: "إن الحاجة ماسة إلى خلق جهاز سياسي جديد داخل إطار الاتحاد الاشتراكي العربي يجند العناصر الصالحة للقيادة؛ وينظم جهودها ويبلور الحوافز الثورية للجماهير، ويتحسس احتياجاتها ويساعد على إيجاد الحلول الصحيحة لهذه الاحتياجات؛ ولكن لم ينص الميثاق على أن يكون هذا الجهاز السياسى سرياً. لذلك لم يكن غريباً في إطار هذه السرية أن تكون كتابة التقارير السرية عن اتجاهات الرأى العام هي أهم نشاط لأعضاء التنظيم الطليعى! فضلاً عن التقارير التي تقدم لعبد الناصر المعلومات والأخبار. وكانت هذه التقارير تحول إلى الوزراء والمسئولين مشفوعة بتأشيرة عبد الناصر مما أدى إلى اعتراض بعض الوزراء، مثل الدكتور عزيز صدقي وطلعت خيرى، وعندها طلب عبد الناصر من طليعة الاشتراكيين أن تتوقف عن مخاطبة الوزراء، وعندها خفت قبضة التنظيم على الجهاز الإداري والتنفيذي.
عبد الناصر والشيوعيون
وكان من الطبيعي أن يؤجل عبد الناصر عداءه للشيوعيين مرحلياً بعد أن فرزت عمليات التأميم الطبقات. ففى مواجهة الرجعية المضروبة كان لابد من تحالف مع القوى المقتنعة بالتحول الاجتماعي الذي كان يقوم بإجرائه، فجرى الاتصال بالتنظيمين الشيوعيين الرئيسيين اللذين كانا قد ضربا منذ بداية الثورة وهما تنظيم «حدتو» و«الحزب الشيوعي المصري» وذلك لدخول التنظيم الطليعي.  وقد رأى التنظيمان مقابلة التحية بخير منها فقررا حل نفسيهما وهو ما لم يحدث في أية دولة أخرى من قبل. وكوفئ الشيوعيون على ذلك عندما جاءت مناسبة زيارة خروشوف مصر في مايو 1964 في مناسبة تحويل مجرى النيل عند السد العالى فقد أخرجهم عبد الناصر من المعتقلات التي مكثوا فيها خمس سنوات كاملة.
تنظيم طليعي في الجيش
ولم يكن في وسع عبد الناصر إبقاء التنظيم السرى سرياً على عبد الحكيم عامر ولعله أراد إعلامه بأن هناك عملا شعبياً جاداً يجرى في الميدان السياسى، فقد كلفه بالاتصال بالفرع الشيوعي في التنظيم الطليعي ولكن المشير عامر وهو في قمة السلطة، لم يجد في مثل هذا التنظيم شيئاً له قيمة كما تبين لأحمد حمروش الذي كان عضواً في اللجنة القيادية للفرع الشيوعي، وهو صاحب هذه المعلومات؛ وكل ما فعله المشير عامر هو أن أمر شمس بدران بتشكيل تنظيم طليعي آخر في القوات المسلحة!
الأمانة العامة للاتحاد الاشتراكي
على كل حال ففي الوقت الذي كان عبد الناصر يكون فيه طليعة الاشتراكيين، ويضم إليها عناصر شيوعية؛ رأى تطوير الأمانة العامة للاتحاد الاشتراكي في هذا الاتجاه، فأدخل فيها للمرة الأولى - بعض اليساريين. فقد دخل فيها خالد محيى الدين؛ رئيس مؤسسة أخبار اليوم، ليتولى أمانة شئون الصحافة، وكذلك الدكتور إبراهيم سعد الدين، الذي كان معزولاً سياسياً.
محاضر الأمانة العامة
ومن هنا تستمد محاضر هذه الجلسات أهميتها من حيث أنها تعكس مشاكل التنظيم السياسى، ومشاكل المجتمع المصرى؛ كما تكشف أفكار عبد الناصر وآراءه عن تجربته الثورية دون تزويق أو طلاء جماهيرى!. وفى الوقت نفسه ترسم صورة صادقة للعمل في تنظيم سياسى لم تعرفه مصر من قبل، كما لم يعرفه أي تنظيم في الغرب أو الشرق؛ على الرغم من اقتباسه من البرتغال كما ذكرنا لأن أي تنظيم في الغرب أو الشرق يعبر عادة عن طبقة اجتماعية معينة، ولكن التنظيم السياسي الذي أقامه عبد الناصر كان يفترض تمثيله لما عرف باسم قوى الشعب العاملة ومن هنا ربما كان أطرف ما تكشف عنه المحاضر حيرة الجميع؛ وعلى رأسهم عبد الناصر في فهم حقيقة هذا التنظيم السياسي ودوره، واعترافهم بعزلته عن الجماهير، وعجزه عن تمثيلها! لقد كانت سلبيات التجريب في العمل السياسي تفرض نفسها على المناقشات، وهو أمر طبيعي لإصرار عبد الناصر على ابتداع مذهب جديد في الاشتراكية والديموقراطية والتنظيم السياسي لم يعرفه الفكر السياسي.

## الفصل الأول
الجلسة الأولى للأمانة العامة للاتحاد الاشتراكي 24 نوفمبر 1964.
(1) تساؤلات عن رسالة الاتحاد الاشتراكي
عبد الناصر: هناك انعزال بين القَيادة والناس
هيئة التحرير نجحت لأنها تصدت للشيوعيين والإخوان والأحزاب القديمة
انتخابات الاتحاد الاشتراكي عملية وجاهه
(2) عبد الناصر: قد ينقلب علينا الاتحاد الاشتراكي
الجمعيات التعاونية الاستهلاكية انحرفت ومارست الاحتكار
الرأسمالية الوطنية ترعى في أحضان الرجعية
د. حسين خلاف: السلطة التنفيذية تهيمن على الاتحاد الاشتراكي
(3) عبد الناصر: إننا منفصلون لحد كبير عن القاعدة
خالد محيى الدين: الاتحاد الاشتراكى تنظيم ميت
والأعضاء يشكون من: - الطابع السلطوي للاتحاد الاشتراكي - وغموض الميثاق - وأزمة القيادات
(4) قضية الصحافة في الأمانة العامة
عبد الناصر يهاجم روز اليوسف
خالد محيى الدين: لا يوجد صحفيون اشتراكيون
حسن إبراهيم: الصحافة عامل مبلبل
(5) عبد الناصر: كل الذين يتاجرون في السوق السوداء أعضاء في الاتحاد الإشتراكي
مهمة تنظيم الرأسمالية الوطنية هي ترويضها وليس التعبير عنها
نور الدين طراف: الصحفيون الذين يسيئون النقد عناصر هدامة
مجلس الأمة لجنة من لجان الاتحاد الإشتراكي

## الفصل الثاني
الجلسة الثانية (أول ديسمبر 1964)
(1) عبد الناصر: أخذنا من أمريكا ألف مليون دولار مساعدات
الذين يتحدثون باسم الحرية يفسدون عملنا
(2) جرت الانتخابات للاتحاد الاشتراكي، فسقط جميع الاشتراكيين
العمال يطلبون سلفا وعبد الناصر يطالبهم بالادخار
الممثل الثوري للاتحاد الاشتراكي أحد أعيان العصر الملكي
(3) عبد الناصر: لا مانع من أن يبحث الاتحاد الاشتراكي المسائل الأخلاقية
عبد الناصر يسحب كتابا ضد الاشتراكية وأحد الأعضاء يكشف زيف الاشتراكية المطبقة
(4) عبد الناصر: مشاكلنا الرئيسية هي نتيجة انعزالنا عن الناس
لا داعي للكلام عن الدين ويوم القيامة، فهذه مسلمات
انتخابات الاتحادات الرياضية من شأن الحكومة وليست شأن الأمانة العامة
اشتراكيتنا تقوم على تحطيم الطبقات الأخرى ثم تجميعها من جديد
خالد محيي الدين: مجتمعنا عاش في تقاليد من التراث الاشتراكي يفخر بها

## الفصل الثالث
الجلسة الثالثة (8 ديسمبر 1964)
(1) حوار الطرشان حول الاتحاد الإشتراكي
عبد الناصر: اشتراكيتنا ليست مبنية على الدين وإنما على الميثاق
تنظيم الاتحاد الاشتراكي موجود على الورق فقط
خالد محيي الدين: الاتحاد الاشتراكي تنظيم ضعيف
عبد المجيد شديد: معظم أمناء الوحدات الأساسية لا يعرفون المطلوب منهم
(2) عبد الناصر يطالب بتأليف حزب داخل الاتحاد الاشتراكي
ويضرب المثل بما حدث يوم الأحد الحزين في السودان
المشير عامر يشكو من انعدام المعارضة العلنية المنظمة في نظام عبد الناصر
وعبد الناصر يرد بأن العناصر المضادة موجودة داخل الاتحاد الاشتراكي
(3) الثورة بين المستفيدين والخائفين
(4) جمال عبد الناصر يسأل: هل الاتحاد الاشتراكي محترم، أو غير محترم
عبد الناصر يتصور نظامه نظاما ديمقراطياً ويهاجم النظم الاشتراكية في العالم لافتقارها إلى الديمقراطية
عبد الناصر: من يحارب الاتحاد الاشتراكي يفصل
إذا تعارض عمل النقابة مع الاتحاد الاشتراكي نحلها
دكتور رشدي سعيد: غير مسموح لأساتذة الجامعات بالسفر لحضور المؤتمرات العلمية
عبد الناصر: الاتحاد السوفيتي تجاهل الشعب كله في عملية عزل خروشوف
(5) عبد الناصر: لا يمكن أن ينضم إلينا الشيوعيون والرجعيون
الشيوعيون الذين انضموا إلى التنظيمات الشيوعية بعد خروجهم من المعتقل، مصيرهم الاعتقال
شعراوي جمعة: رشحت كامل زهيري للعمل معي
عبد الناصر يسأل عن سعيد خيال فيجاب بأن سعادته كان معتقلاً
عبد الناصر: لا أريد ترشيحات النقابات لأن فيها عناصر رجعية
عبد الناصر: خالد محيي الدين ليس شيوعي وإلا ما ضممناه إلى التنظيم
عبد العظيم أنيس رفض الانضمام للتنظيم الشيوعي ولذلك له أمل في العمل معنا

## الفصل الرابع
الجلسة الرابعة (15 ديسمبر 1964)
(1) عبد الناصر: فصلنا عدداً كبيراً جداً من هيئة التدريس في أزمة مارس
عبد الناصر: هدفنا أن نحيي الاتحاد الاشتراكي الموجود
نحن نسير في الطريق بدون مخطط معين
المشير عامر: المثقفون أكثر الناس تعليقاً وكلاماً
عبد الناصر: قد تستغل الرجعية تنظيم الرأسمالية الوطنية
المشير: المطلوب أن يصل إلى مجالس إدارة النقابات الأشخاص المرتبطين معنا
(2) عبد الناصر يطارد الاشتراكيين ويشكو من قلة عددهم ويقول: إننا ثورة فوقية ولكن ظروفنا أتت بهذا الشكل
عبد الناصر: نحن ينقصنا القياديون الذين يستطيعون توجيه الجماهير
الدكتور أحمد خليفة: الثورة تسير بمعجزة، وهي تبحث عن الجهاز العصبي
عبد الناصر يتساءل: من هم الاشتراكيون؟
(4) حوار عاصف حول الجامعات
لا يوجد نظام يحترم في الجامعات المصرية على عكس الجامعة الأمريكية
عبد الناصر: كيف نبني مدرجاً في الجامعة إذا لم نبن التنظيم السياسي
توجد شلل معينة في الجامعات
كل يريد أن نكون مثل أمريكا ونحن لا يمكن أن نكون مثل أمريكا
دكتور رشدي سعيد يقول: الأساتذة حرموا من حق انتخاب العميد الذي كان لهم عام 1954، وعبد الناصر يشترط لذلك ألا يصل الرجعيون إلى القيادات
دكتور رشدي سعيد: الروح المعنوية في الجامعات مضعضعة جداً
(5) سيد مرعي: الرأسمالية الوطنية تشعر بانعزالية شديدة
هل هدف الدولة إقامة محل تجاري؟
أثرنا على معيشة التاجر البسيط وعلى معيشة عماله
فساد إسناد تجارة الجملة إلى الأجهزة الحكومية
سيد مرعي يشكو من عدم اعتراف الدولة بقانون العرض والطلب ويطالب بتحديد مفهومه
التاجر يشتري السمسم بتسعين جنيهاً للأردب ووزارة التموين تستولي عليه بثمانين جنيهاً

## الفصل الخامس
بقية الجلسة الرابعة 15 ديسمبر 1964 والجلسة الخامسة 22 ديسمبر 1964 
(1) عبد الناصر: نعتمد في معرفة المشاكل على وزارة الداخلية
إذا جمعنا هيئة التدريس بالجامعة سنجمع القوى المضادة للثورة
الاتحاد الاشتراكي الحالي فيه عناصر ثورية وعناصر مضادة للثورة
.......
(1) عبد الناصر: الاتحاد الاشتراكي ليس اتحاداً اشتراكياً
أسلوب الشيوعيين والإخوان المسلمين في تجنيد القيادات يجب أن يكون أسلوبنا
المشير عامر: الذين يتكلمون في الاجتماعات أنتهازيون، ولذلك يجب أن نبحث عن الناس المنكمشين
عبد الناصر: اخترنا الشباب، وحضروا لأخذ بدل السفر، وتنزهوا، وحصلت سرقات في المعسكرات
إختيار الطلبة عن طريق بوليس الجامعة عملية خاطئة
..........
(3) عبد الناصر: سنطبق في الأمانة العامة نظام الجيش
شعراوي جمعة: الجامعة فيها كثير من العناصر المضادة التي تتجمع
دكتور رشدي سعيد: العناصر الرجعية في الجامعة متبنية قضية استقلال الجامعات وانتخاب العميد
كمال الحناوي: كثير من البلاد سحبت بضائعها من بورسعيد إلى بيروت، وضاع مورد كبير
كمال الدين الحناوي: يوجد أربع عائلات تعيش في حجرة واحدة، وسبعة آلاف متعطل في بورسعيد
دكتور رشدي سعيد: يوجد «جو» في الجامعة والناس غير مبسوطين
(4) عبد الناصر: الشيوعيون لخبطوا لنا العملية
أحمد عبده الشرباصي: الحالة فوضى في الجامعة
عبد الناصر يتهم أساتذة الجامعة بسرقة كتب زملائهم
ثورة على الدكتور أحمد خليفة لدعوته إلى استقلال الجامعات
عبد الناصر: هل يوجد شيء اسمه استقلال الجامعة في أي بلد في العالم؟
لا يعجبني كامل زهيري ويعجبني فتحي غانم
مواجهة دعاة استقلال الجامعة تكون بتنظيم أنفسنا
عبد الناصر يهاجم دعوة استقلال القضاء
من هو المسئول عن الجامعة المصرية؟
غير ممكن أن يقول الأستاذ في محاضرته ما يريد

## مقتطفات من الكتاب (الجزء الثاني)
تقديم
يسرنى أن أقدم للقارئ العزيز هذا الجزء الثانى من «الوثائق السرية لثورة يوليو» ويشمل محاضر سبع جلسات، وهى السادسة والسابعة والثامنة والتاسعة والعاشرة والحادية عشرة والثانية عشرة، للأمانة العامة للاتحاد الاشتراكى، التي عقدت في الفترة من 5 يناير 1965 إلى 11 مايو 1965. وكلها عقدت برياسة عبد الناصر فيما عدا الجلسة الثامنة، التي رأسها عبد الحكيم عامر. وكان الجزء الأول قد اشتمل على محاضر خمس جلسات، من الأولى إلى نهاية الخامسة، وقد عقدت في الفترة من 24 نوفمبر 1964 إلى 22 ديسمبر 1964 برئاسة عبد الناصر. ونلاحظ أن هذه الاجتماعات بدأت بعد ستة أشهر من الإفراج عن المعتقلين والمسجونين الشيوعيين يوم 10 مايو 1964 وبعد زيارة خروشوف لمصر في اليوم السابق 9 مايو 1964. وكان في أثناء انعقاد هذه الاجتماعات أن أصدرت اللجنة المركزية للحزب الشيوعي المصري في أبريل 1965 قرارا «بإنهاء الشكل المستقل للحزب الشيوعي المصري» وتكليف كافة أعضائه بالتقدم كأفراد لطلب عضوية الاتحاد الاشتراكى العربى. ومن الضروري وضع هذه الخلفية في الأذهان عند قراءة محاضر الأمانة العامة، لأنها تفسر الكثير مما دار وبدونها تبقى الصورة ناقصة. وكما فعلت في الجزء الأول من المحاضر فقد قمت بتحليل كل محضر، وإبراز أهم ما دار فيه من خلال رؤيتى كمؤرخ ودارس لهذه الفترة، وإلقاء الضوء على ما تناولته المناقشات من وقائع وأحداث. وصدرت كل محضر بهذا التحليل لمساعدة القارئ على تتبع الحوار بدون ملل. وفى الوقت نفسه فإنى لم أتدخل في نصوص المحاضر بأي شكل من أشكال التدخل، كما أنني لم أتدخل بتصحيح الأخطاء النحوية الناجمة عن التحدث بالعربية الدارجة في كثير من المواضع، لكي أحتفظ للمحاضر بروحها. ومن هنا فإن ما قد يصادفه القارئ من أخطاء نحوية، ليس نتيجة إهمال في التصحيح، وإنما ترك عمداً، لأنه طبق الأصل مما ورد بالمحاضر. على أنه لما كانت المحاضر خالية من علامات الترقيم، وكانت علامات الترقيم هي الوسيلة الأساسية لتوضيح المعانى، وبدونها تختلط وتضيع معالمها، فقد كنت حريصاً على أن يكون تدخلي في هذا المجال فقط. وقد تطلب ذلك مني وقتاً وجهداً، إذ كان من الضروري التمييز بين ما يتطلب في الكلام «نقطة» بسبب انتهاء الكلام، أو «فصلة» لاستمرار الكلام، أو شرطة بين ركني الجملة إذا طال الركن الأول، أو نقطتين بعد القول، أو علامات التنصيص، أو علامات التعجب أو التأثر.. إلى غير ذلك. وأعتقد أن استخدام علامات الترقيم على هذا النحو قد ذلل لحد كبير من صعوبات قراءة هذه المحاضر ويسر فهمها. وعلى في هذا الصدد أن أشكر السيد عبد المجيد فريد، الذي قام بأعمال سكرتارية اللجنة، فلم أقرأ خطأ واحدا في نقل هذه المحاضر مما يدل على دقة تامة في مراجعة البروفات! وهى دقة اختفت تماماً من الكتب المصرية، التي أصبحت تحفل بأخطاء نحوية واملائية كثيرة، حتى إن الكتب الملونة التي تصدرها وزارة الخارجية المصرية لا تخلو من أخطاء على الرغم مما تضمنته من وثائق رسمية! وقد أشرت إلى ذلك في مقدمة كتابى: «المواجهة المصرية الإسرائيلية في البحر الأحمر». وعلى كل حال، فآمل أن أكون، بنشري نصوص هذه المحاضر السرية، قد قدمت خدمة كبيرة لتاريخ مصر، فبالإضافة إلى أن هذه المحاضر غير موجودة لدى أي أحد في حدود علمي فإنها تكشف من أحوال مصر الاقتصادية والاجتماعية والسياسية في تلك الفترة ما لا تكشفه أية وثائق أخرى صدرت عن هذه الفترة، وقد تكلم فيها أعضاء الأمانة العامة للاتحاد الاشتراكى بحرية تامة وبصراحة تامة لعلمهم بسرية الجلسات المطلقة.
واعتقادي الشخصي أني وفرت بنشر هذه المحاضر السرية مادة أولية خصبة للباحثين في التاريخ وفي العلوم السياسية والاجتماعية، كان يتعذر حصولهم عليها بدون نشر هذه المحاضر. والله الموفق، الهرم في 10 يوليو 1998.
دكتور عبد العظيم رمضان (أستاذ التاريخ الحديث والمعاصر بكلية الآداب جامعة المنوفية)

## الفصل السادس
الجلسة السادسة يوم 5 يناير 1965
عندما عقدت جلسة الأمانة العامة للاتحاد الاشتراكى يوم الثلاثاء 5 يناير 1965 كان حزب البعث الحاكم في سوريا قد أصدر قرارات اشتراكية أمم فيها 115 شركة، ووجه بذلك ضربة قوية للبورجوازية السورية. وقد وضع ذلك نظام عبد الناصر في موقف حرج، فمنذ وصل العسكريون في سوريا للسلطة تحت واجهة حزب البعث برئاسة أمين الحافظ، كان في ذلك نهاية لأحلام الوحدة بين مصر وسوريا، ومع أن دستور سوريا المؤقت في 25 أبريل 1965 قد وصف نظام الحكم بأنه جمهورية ديمقراطية اشتراكية، الا أن العلاقات بين النظام في مصر ونظام البعث ظل في حالة قطيعة. فلما جرى تأميم 115 شركة في سوريا، وضع ذلك نظام عبد الناصر الذي كان يصف نفسه بالاشتراكية في موقف حرج. إذ كان عليه أن يثبت اشتراكيته عن طريق الإشادة بقرارات التأميم السورية، دون أن يترتب على ذلك تأييد النظام في سوريا. وقد كان هذا الموضوع موضع نقاش في جلسة 5 يناير 1965، وكان تصور عبد الناصر أن قرارات التأميم سيكون لها تأثير على لبنان الذي اعتبره قاعدة الاستعمار والرجعية. كذلك أثيرت في الجلسة مسألة الشعارات الاشتراكية التي رفعت في السودان. وكانت ثورة 21 أكتوبر 1964 في السودان قد أنهت الحكم العسكري لعبود الذي استمر ست سنوات، وبرزت فيها الاشتراكية كشعار جديد للجماهير، ولكن عندما حاول محمد حسنين هيكل في الأهرام وموسى صبري في الأخبار الإيعاز بأن الثورة السودانية من صنع مصر، أثار ذلك حساسية شديدة لدى السودانيين فتوجهت مظاهرات إلى السفارة المصرية واعتدت عليها وأحرقت العلم المصري، ولكن عبد الناصر احتوى الأزمة، وسمح للحزب الشيوعي السوداني بطبع كتابه "ثورة شعب" في مطابع أخبار اليوم، بشرط ألا يوزع في مصر. كذلك أثيرت قضية الشيوعيين في مصر وقد أعلن عبد الناصر بوضوح أنه لن يسمح لهم بإعادة تنظيماتهم بعد خروجهم من المعتقل، وأنه سوف يعتقلهم من جديد إذا عادوا. وكان عبد الناصر قليل الثقة في لجان الاتحاد الاشتراكي التي كان يراها "لجانا في الهواء" ليست لها أية فاعلية، كما اعترف بأنه لا يثق في أفراد رعاية الشباب. وقد عبر كثيرا عن تشككه في أساتذة الجامعات، "فالرجعيون متكتلون، وماداموا متكتلين فستكون لهم الكلمة العليا في أي مؤتمر". واعترف طلعت خيرى بأنه "توجد هوة كبيرة بيننا" وبين أعضاء التدريس في الجامعات". وبالنسبة لمجلس الأمة فقد كان مترددا بين تقييد حريته وإطلاقتها، وعلى حد قوله يجب ألا نكلبش المجلس، ولكن ليس من نترك المجلس "يضرب يقلب".
وقد أثيرت قضية تجارة الجملة، وكان رأى عبد الناصر حاسما في عدم تأميمها لأن الناس الذين نعينهم قد «يبوظوا الدنيا ويخلقوا سوقا سوداء». ولكن فشل القطاع العام في مهمته بالمقارنة بنجاح القطاع الخاص كان يفرض نفسه على المناقشات. فقد أبرز عبد الحميد غازى أنه في عملية الأرز كان تجار القطاع الخاص يشترون من المنتجين بسعر 16 جنيها للضريبة ويوردون الأرز للمضارب بسعر 18 جنيه بينما كان القطاع العام يشترى الأرز من المنتجين بالقوة «بالبوليس». وقد تبين أنه على الرغم من مرور اثني عشر عاما على الإصلاح الزراعي، كانت حيازات عائلة نوار في البحيرة تبلغ 9 آلاف فدان، بالتحايل والتواطؤ! وقد أبدى عبد الناصر توجسه من الأفكار الاشتراكية «القديمة» وأبدى خشيته من أن نجد أنفسنا فد انزلقنا في أشياء معينة. وقد هاجم خالد محيي الدين لأنه وصف الدول الاشتراكية بأنها الشيوعية، وقال له: أنت تعقد موضوع الاشتراكية.

## الفصل السابع
الجلسة السابعة 12 يناير 1965
خصصت الجلسة السابعة للأمانة العامة للاتحاد الاشتراكي برئاسة عبد الناصر يوم 12 يناير 1965 جانبا كبيرا من مناقشاتها لموضوع استقلال الجامعة الذي أثار ثائرة عبد الناصر. وكان الدكتور أحمد خليفة وهو نائب في مجلس الأمة قد هاجم سياسة وزارة التعليم العالي وقال: إنها أدت إلى قيام حائط عال بين الثورة ورجال الجامعات، وطالب باستقلال الجامعات، واستصدار قانون جديد للجامعات يجعل تعيين العمداء بالانتخاب. وهو ما أدى إلى هجوم عليه في جلسة 11 ديسمبر 1965 أثناء غيابه في كوبا، ووصفه الدكتور رشدى سعيد بأنه كان غير ملتزم في كلمته أمام مجلس الأمة. ونظرا لخطورة الاتهام فقد أثار الدكتور أحمد خليفة الموضوع عند عودة الأمانة العامة للانعقاد يوم 12/1/1965 ودافع عن نفسه أمام عبد الناصر بأنه تحدث بما يعتقد بصوابه، وتحدث به جهرا لاسرا ولم يلق اعتراضا من الدكتور رشدي سعيد بعد ذلك، وكان من حق الدكتور رشدي سعيد باعتباره مشرفا على أمانة الجامعات أن يقف ويعبر في المجلس عن رأيه المعارض.

## الفصل الثامن
الجلسة الثامنة يوم 19 يناير 1965
تعتبر الجلسة الثامنة للأمانة العامة للاتحاد الاشتراكي العربى يوم 19 يناير 1965 هي الجلسة الوحيدة من الجلسات الاثنتي عشرة التي تغيب فيها عبد الناصر عن حضورها ورئاستها بسبب استعداده لما كان سيقوله في مجلس الأمة في اليوم التالى، بعد ترشيحه بالإجماع رئيسا للجمهورية العربية المتحدة. وكانت مدة رئاسة الجمهورية التي بدأت منذ فبراير 1958 مع قيام دولة الوحدة بين مصر وسوريا قد انتهت بمضي ستة أعوام في عام 1964، وكان المفروض أن يجرى الاستفتاء على الرئاسة في ذلك العام، ولكن عبد الناصر انتهز فرصة قرب انعقاد مجلس الأمة الجديد في يوم 26 مارس 1964، وأصدر دستورا مؤقتا جديدا في 25 مارس 1964، ألغى به ما أنشأه البيان الدستوري قبل عام ونصف أي في سبتمبر 1962 من مجلس الرئاسة؛ الذي أثبت فشله وفقد مبرر بقائه، وعجز عن إزاحة المشير عامر من قيادة الجيش، وجعل مدة رئاسة رئيس الجمهورية ست سنوات تبدأ من تاريخ إعلان نتيجة الاستفتاء.

## الفصل التاسع
الجلسة التاسعة يوم 26 يناير 1965
أثيرت في الجلسة التاسعة للأمانة العامة للاتحاد الاشتراكي التي عقدت يوم الثلاثاء 26 يناير 1965 برئاسة جمال عبد الناصر، موضوعات مهمة على المستوى الداخلي والقومي والخارجي، أظهرت على المستوى العربي سوء العلاقات بين مصر والبلاد العربية في ذلك الوقت الذي يعد عصر القومية العربية والوحدة العربية! كما أظهرت على المستوى الداخلي تمسك النظام الناصري بعدائه للشيوعيين، وفشل النظام الاقتصادي الذي بنى على القطاع العام وعجزه عن تلبية احتياجات الجماهير. ثم ما اكتشفه عبد الناصر من ضعف الاتحاد الاشتراكي وهشاشته وضرورة تأليف حزب اشتراكي يكون أكثر فاعلية، وحيرة الجميع في العلاقة بين هذا الحزب الاشتراكي والاتحاد الاشتراكي. فقد أثير في بداية الاجتماع موضوع دعوة وصلت إلى الاتحاد الاشتراكي من حزب الاستقلال المراكشي.

## الفصل العاشر
الجلسة العاشرة يوم 23 فبراير 1965
أثيرت في الاجتماع العاشر للأمانة العامة للاتحاد الاشتراكي برئاسة جمال عبد الناصر التي عقدت يوم الثلاثاء 23 فبراير 1965 بقاعة الاجتماعات بمبنى رئاسة الجمهورية بمصر الجديدة، قضايا مهمة ومشاكل داخلية وخارجية كان لعبد الناصر فيها آراء جديرة بالتأمل وربما كان من أهم ما أثير فيما يتصل بإسرائيل نظرة عبد الناصر الواقعية إليها التي تخالف ما كانت تردده صحافته على الجماهير. لقد أثار الحديث حول هذه النقطة عبد الحميد غازي عندما انتقد صدور كتاب من مكتب رئيس الجمهورية للأبحاث الاقتصادية خاص بالحركة النقابية، واستشهد بأربعة نماذج رئيسية من النقابات العمالية بين كل دولة والأحزاب السياسية، ومن بين ما استشهد به في هذه النماذج النموذج الإسرائيلى، فقد أعلن عبد الحميد غازي أن هذا الاستشهاد بنظام في إسرائيل لا يجوز! وقد رد عليه عبد الناصر بأنه يخالفه الرأى في ذلك إذ يجب التعرف على كل النماذج المعروفة، ومنها التنظيم القائم في إسرائيل وهو «الهستدروت» واعترف عبد الناصر بأن «إسرائيل لديها أنظمة أفضل من الأنظمة التي لدينا».

## الفصل الحادي عشر
الجلسة الحادية عشرة يوم 6 أبريل 1965
تعتبر الجلسة الحادية عشرة للأٌمانة العامة للاتحاد الاشتراكي التي رأسها عبد الناصر يوم الثلاثاء 6 أبريل 1965 أقصر الجلسات. فقد عقدت الساعة 12:20 دقيقة بعد الظهر وانتهت الساعة الواحدة بعد الظهر. وقد بدأها حسين الشافعي بعرض شامل لنشاط أمانات الاتحاد الاشتراكي. على أنه عندما تعرض لزيارة وفد جبهة التحرير الجزائري ووفد الاتحاد الاشتراكي العربي بالعراق، تلقى تأنيبا شديدا من الرئيس عبد الناصر! فعندما وصف حسين الشافعي اللقاء بين العراقيين والجزائريين بأنه كان يشوبه في البداية شيء من الحساسيات، قاطعه عبد الناصر بأن الاتصال بالرئيس بن بيللا تم دون أن يعرف هو، وأنه يعتبر ذلك خطأ لأن الاتصال بالرئيس بن بيللا بالنسبة لموقف العراق أحرج الرجل، وأوقعه في مشاكل مع الذين يعملون معه.

## الفصل الثانى عشر
الجلسة الثانية عشرة يوم 11 مايو 1965
هذه هي الجلسة الثانية عشرة للأمانة العامة للاتحاد الاشتراكى، التي رأسها الرئيس جمال عبد الناصر يوم الثلاثاء 11 مايو 1965. وهى الجلسة الأخيرة أيضا فعلى الرغم من أن الرئيس عبد الناصر اعتبر المناقشة التي جرت في هذه الجلسة مستمرة للجلسة القادمة، فإنه لم يعقد جلسة أخرى. وقد بدأ الجلسة عبد الناصر بأنه يريد أن يعرف: «ماذا فعلنا في الخمسة الشهور التي مضت؟ بعد أن شبعنا تشخيصا للأمور!»، وقد أعرب عن رأيه بأن الاتحاد الاشتراكي في تصوره «لم ينشط حتى الآن بالقدر الذي نريده». وقد قام حسين الشافعي بتلاوة مذكرة تتضمن تقييما لعمل الأمانة العامة بعد أن مضى عليها خمسة أشهر، حيث تشكلت بوضعها القائم في 13/12/1964. فقال: إنها عقدت مع الرئيس أحد عشر اجتماعا، وعقدت بمفردها أربعة عشر اجتماعا، وخمسة اجتماعات مشتركة بينها وبين أعضاء المحافظات.
بدأ الاجتماع ظهراً لينتهي الساعة 10.45 ليلاً.

## نقد وتعليقات
كتب عادل العمري على موقع "الحوار المتمدن" في 24 يوليو 2021: "ما نستخلصه من تلك المناقشات السرية للمطبخ الناصري أن النظام كان في حيرة من أمره ويستشعر الخطر من "الرجعية" والشيوعيين" والاتحاد الاشتراكي نفسه، وكان كمن حضر عفريتا (الاتحاد الاشتراكي) لا يستطيع لا أن يتحكم فيه ولا هو بقادر على حله خوفًا من المضاعفات. والواضح من منطق المتحاورين أنهم كانوا يريدون في النهاية استمرار حكمهم بأي وسيلة؛ فهم يريدون إنشاء حزب موالٍ دون السماح له بأن يكون الحزب الحاكم، ويسعون إلى كسب ولاء الشعب مع حرمانه من حق تقديم المطالب الاقتصادية، بل وبتقديم التنازلات أيضًا، ويرفض زعيمهم بإصرار مبدأ استقلال الجامعات، كما يصر على رفض مبدأ استقلال التنظيم السياسي عن الدولة. وبالطبع لم يكن مبدأ تداول السلطة مطروحًا قط"، وتابع الكاتب قائلاً: "انتهت قدرتهم على تلبية مطالب الجماهير، وأصبحت معارضتهم سبيلًا لنجاح منافسيهم في الانتخابات المختلفة، كما فشل تنظيمهم السياسي الضخم في ترويض الجماهير.. لقد انتهت الصفقة بينهم وبين الشعب: الحكم المطلق مقابل تقديم المكاسب الاقتصادية؛ إذ تبخرت قدرتهم على تقديم المكاسب بعد فشل خططهم الاقتصادية وتورطهم في حرب اليمن وتوقف المعونات الأمريكية والألمانية.. ولذلك كانت مناقشاتهم تحمل الشعور بأن القادم سيء وأن مستقبل نظامهم صار مهددًا".

## وصلات خارجية
https://www.goodreads.com/book/show/20919334-- الوثائق السرية لثورة يوليو 1952
https://www.goodreads.com/book/show/20919638-- الوثائق السرية لثورة يوليو 1952
https://www.ahewar.org/debat/s.asp?aid=685572 الوثائق السرية لثورة يوليو 1952